# (32111) 2000 KD73
2000 KD73 (asteroide 32111) é um asteroide da cintura principal. Possui uma excentricidade de 0.16374260 e uma inclinação de 5.68744º.
Este asteroide foi descoberto no dia 28 de maio de 2000 por LONEOS em Anderson Mesa.